# Kolej linowa na Fichtelberg
Kolej linowa na Fichtelberg (niem. Fichtelberg Schwebebahn) – kolej linowa w Niemczech, łącząca Oberwiesenthal w Saksonii ze szczytem Fichtelberg (najwyższy punkt Rudaw po stronie niemieckiej), w bezpośrednim sąsiedztwie granicy z Czechami. Jest to najstarsza kolej linowa w Niemczech.

## Historia
Pierwsze pomysły na budowę kolei wysunięto już w 1897, kiedy to do Oberwiesenthal dotarły pociągi Fichtelbergbahn. Linię otwarto 22 grudnia 1924 roku, po czterech miesiącach budowy. W pierwszy kurs zabrano dwanaście osób. W 1940 odnowiono wagony ale w 1948 przerwano przewozy z uwagi na zły stan techniczny infrastruktury. W 1955 linia została całkowicie wyremontowana, a w 1958 przewiozła półmilionowego pasażera. W latach 1961–1962 sprowadzono nowe kabiny mieszczące 44 osoby i skrócono czas podróży do około ośmiu minut. W 1969 czescy specjaliści przeprowadzili remont wagonów. Kolejny generalny remont linii odbył się w latach 1985-1986, a następny w 1995. W 1999 przebudowano stację górną. W 2009 odbył się kolejny remont kapitalny i renowacja wagonów.   
W związku z wygaśnięciem pozwolenia na prowadzenie działalności kolei przewozy wstrzymano 1 kwietnia 2012. W okresie od kwietnia 2012 do listopada 2012 odbył się gruntowny remont infrastruktury. Podpory zostały pomalowane nową warstwą farby. Przebudowano stacje górną i dolną. Po uzyskaniu zezwolenia na eksploatację ruch wznowiono 2 listopada 2012. W 2021 wyremontowano ponownie wagony.  
Prawdopodobnie na kolei na Fichtelberg wzorowana była kolej linowa na Zugspitze.  

## Dane techniczne
Dane techniczne linii:
- długość linii: 1175 metrów,
- wysokość stacji dolnej: 911 m n.p.m.,
- wysokość stacji górnej: 1214 m n.p.m.,
- przewyższenie: 303 metry[3],
- prędkość: 7 m/s,
- czas jazdy: 3 minuty,
- przepustowość: 640 os./godz.,
- pojemność wagonu: 45 osób,
- waga wagonu: 3,3 tony[2],
- konstruktor: VTA Leipzig[4].

## Galeria

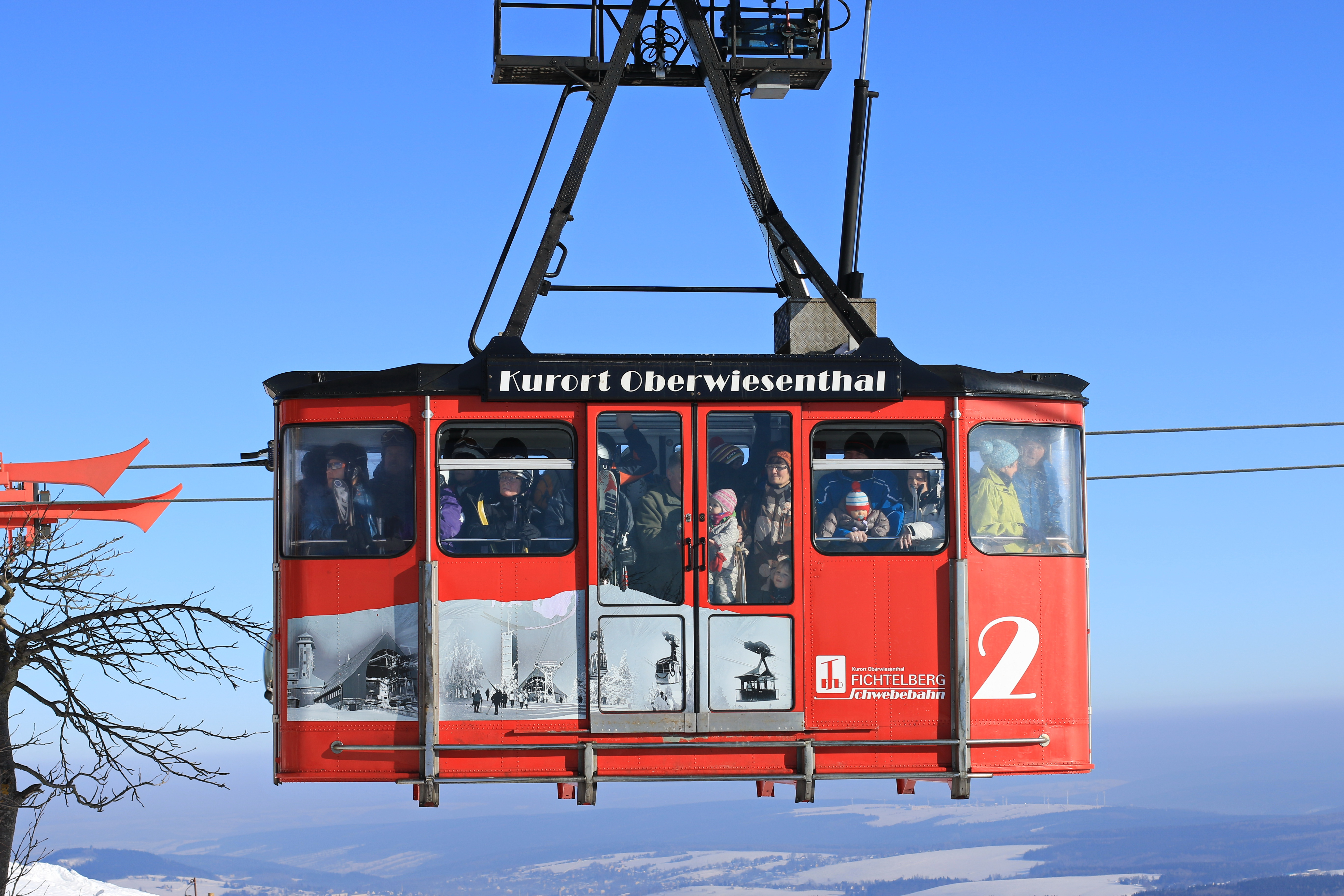
Wagon
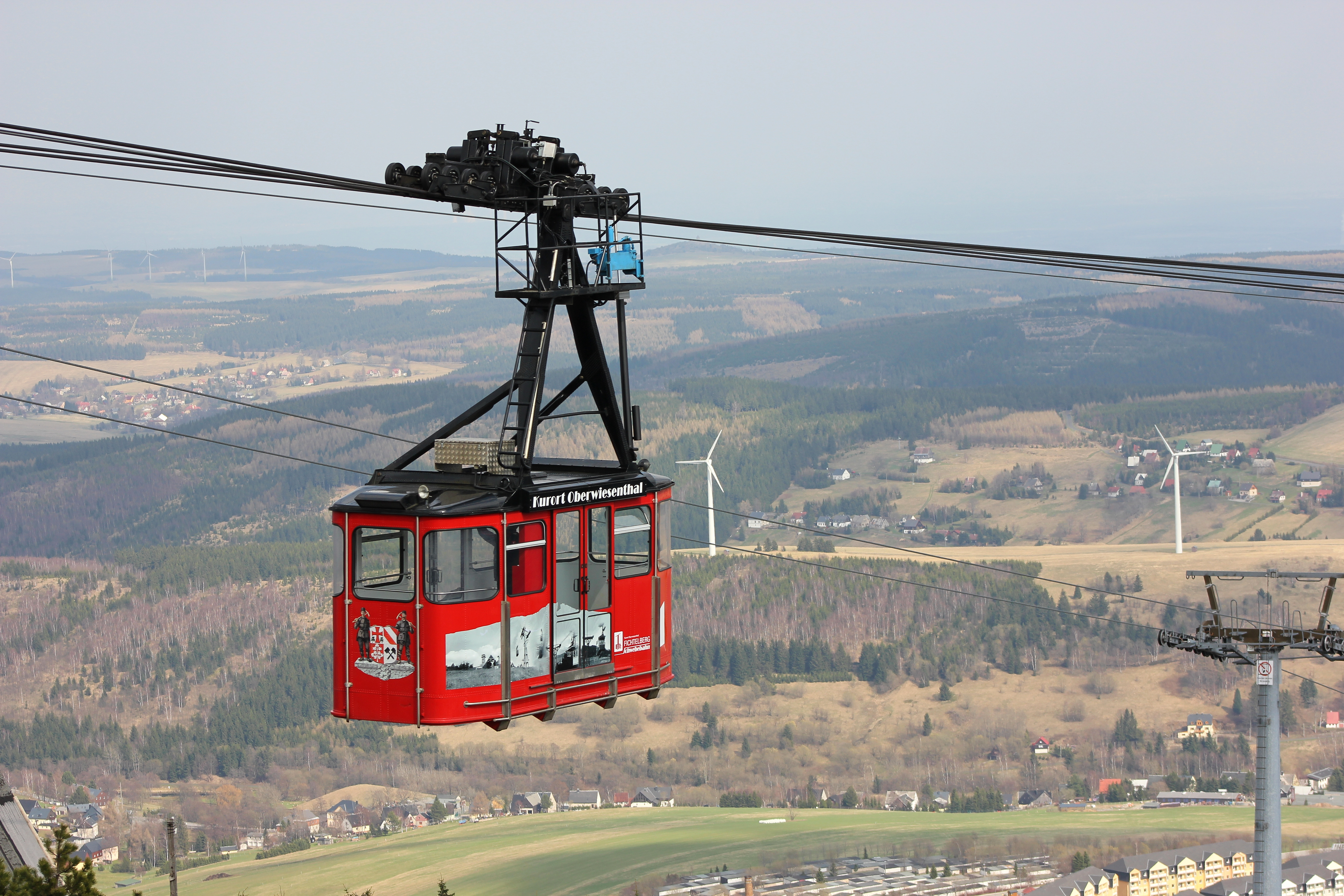
Wagon na trasie
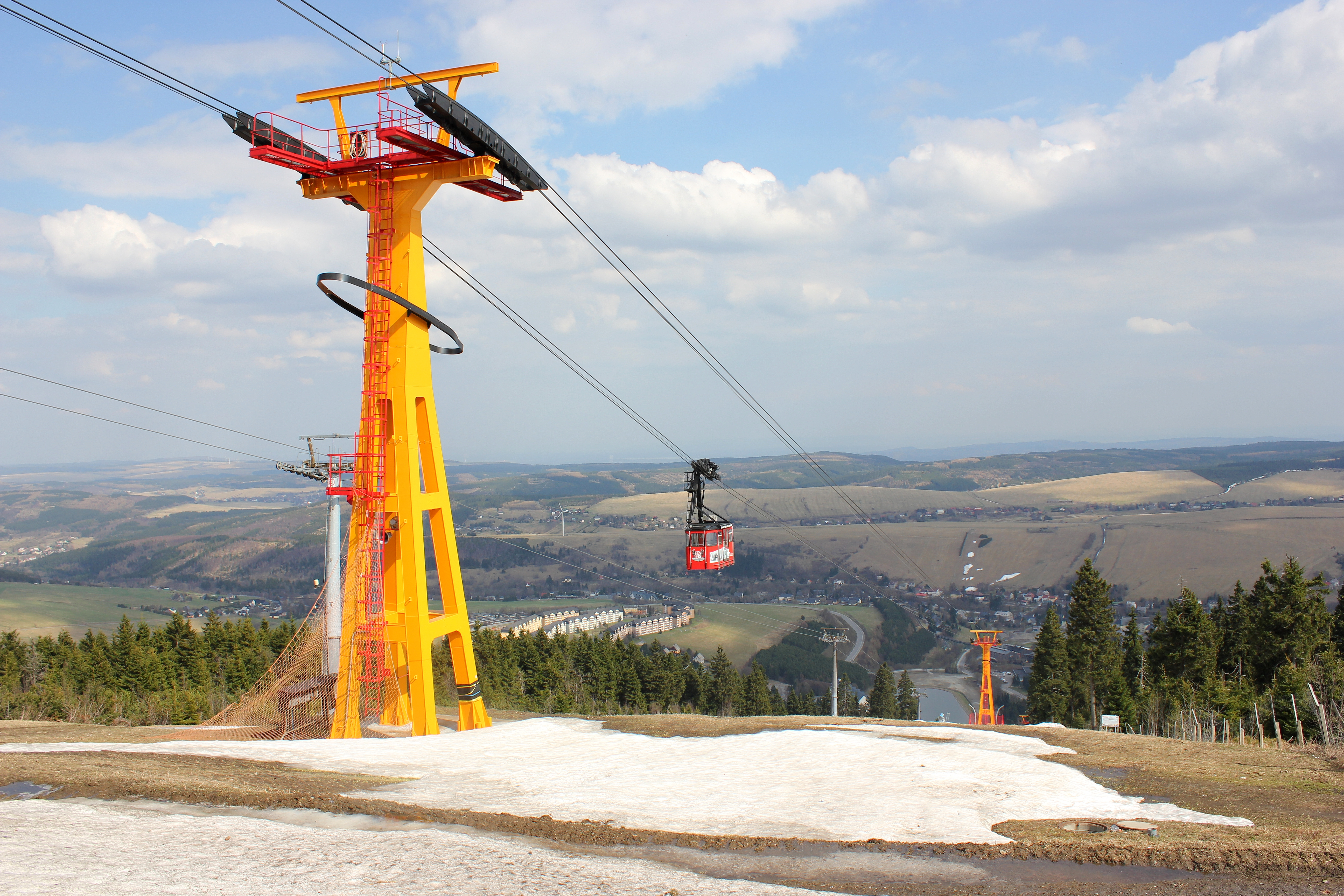
Podpory i fragment trasy